# ヒルズボロ (オレゴン州)

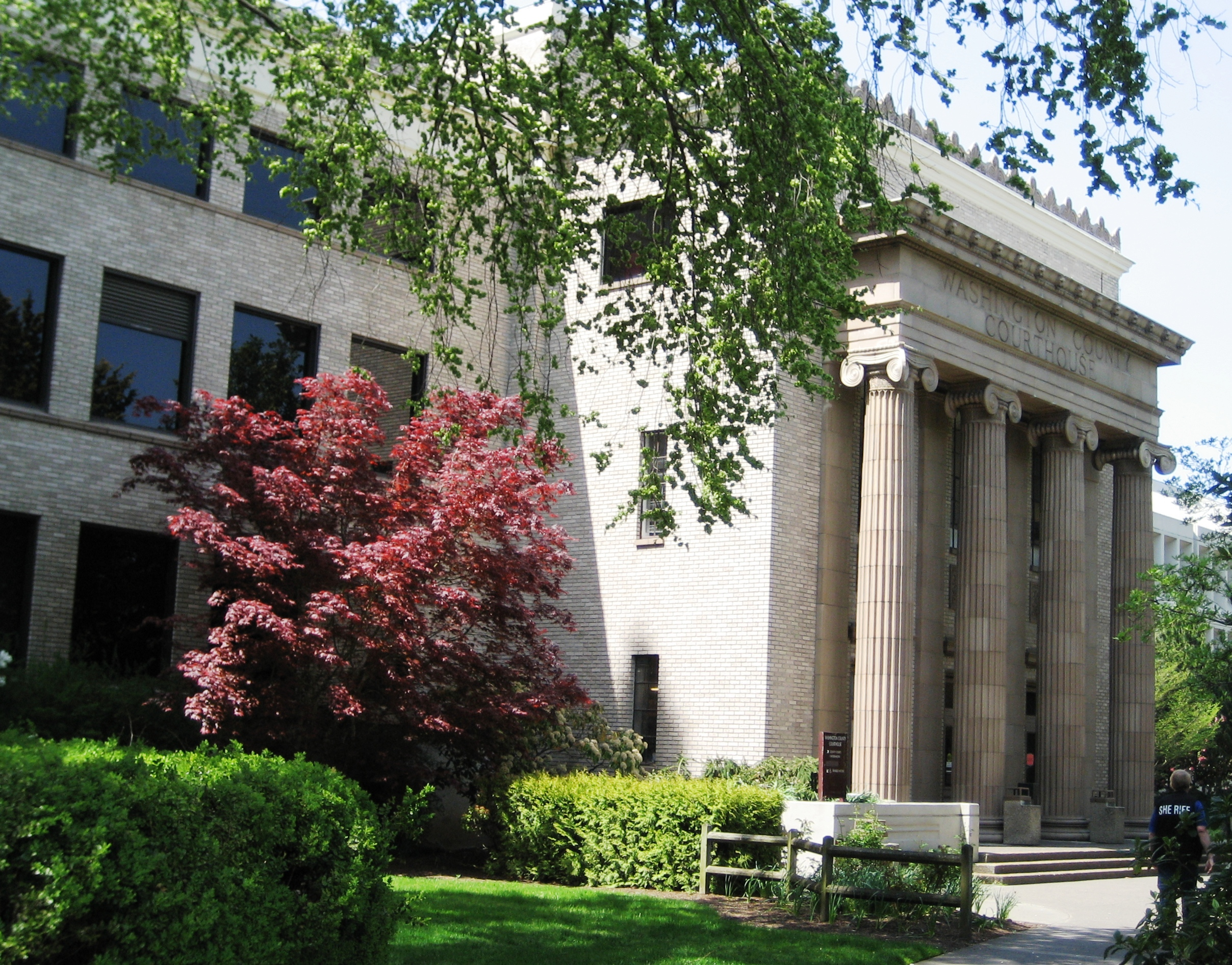
ワシントン郡庁舎

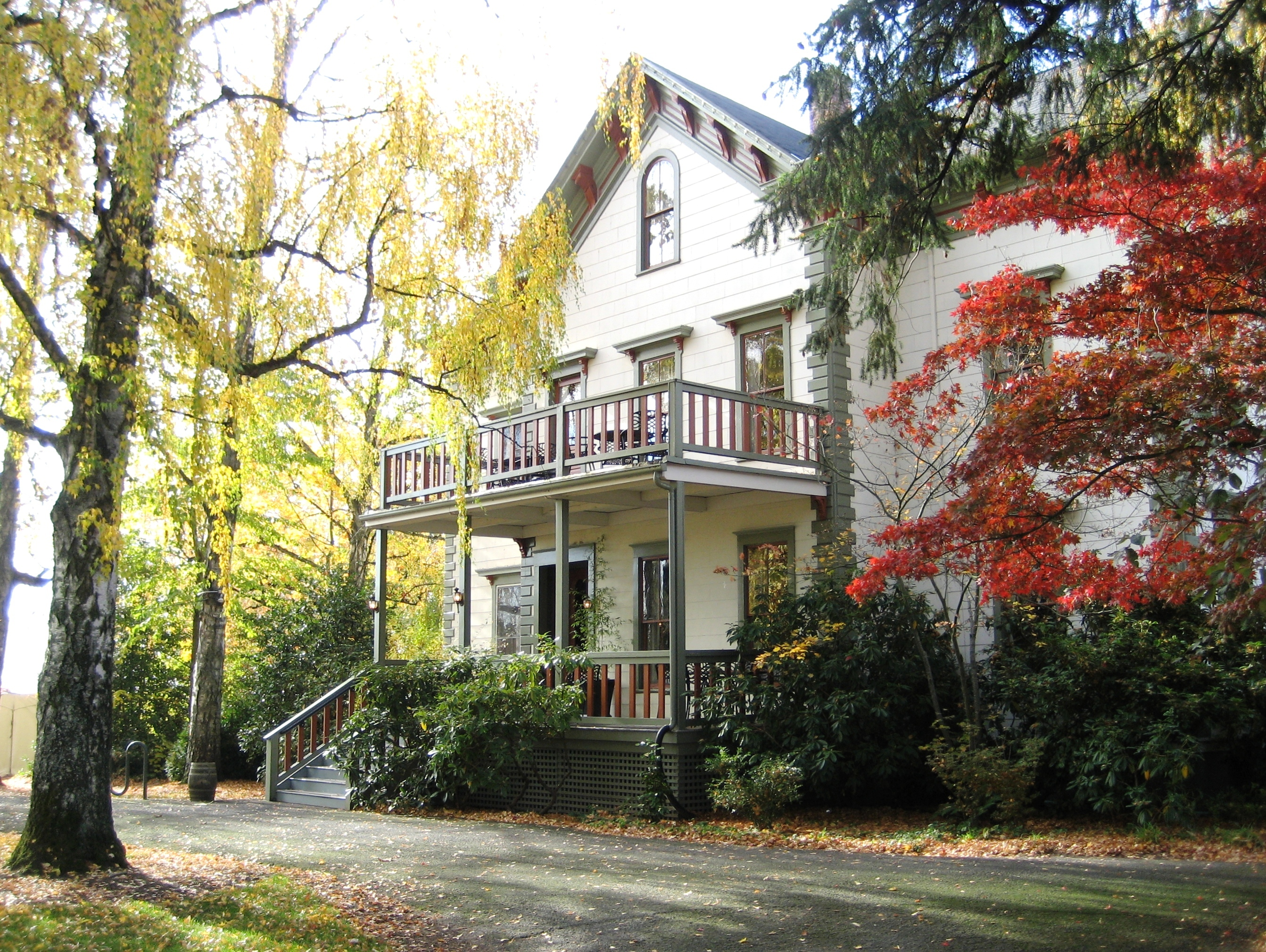
インブリー・ファームの住宅

ヒルズボロ（英: Hillsboro [ˈhɪlzbəroʊ]）は、アメリカ合衆国オレゴン州の都市で、同州ワシントン郡の郡庁所在地である。人口は10万0647人（2020年）。ポートランド都市圏に含まれる。
最初の共同体が1842年に設立され、1850年にヒルズボロ（Hillsborough）と命名された後、1876年にヒルズボロ（Hillsboro）の市名で法人化された。トゥアラティン渓谷の中に位置し、マイクロプロセッサ・チップ製造業やそれに関連する供給業者など、多くの技術系企業が拠点を置いていることから、近隣地域のハイテク企業と合わせてシリコン・フォレストと呼ばれている。パシフィック大学がヘルス・プロフェッションズ・キャンパスを置いている。
交通機関としてトゥアラティン・ヴァレー・ハイウェイ、サンセット・ハイウェイ、ヒルズボロ空港があるほか、トライメットが運営するMAXライトレールが乗り入れている。
人口はワシントン郡で第1位、オレゴン州でも第5位に位置する。昼間の人口は、通勤通学者によって11万人にまで上る。2000年の調査によれば、同市の人種構成は約78%が白人、約19%がヒスパニックであった。また、同時点における平均世帯所得は51,737米ドルであった。

## 歴史
最初の共同体は、1841年にトゥアラティン渓谷に到着したデヴィッド・ヒル、アイザイア・ケルシー、リチャード・ウィリアムズらによって設立され、翌1842年に更に6人の開拓者が到着した。当初、この地域はイースト・トゥアラティン・プレーンズやコロンビアという名称で通っていたが、ヒルがワシントン郡に土地請求の一部を売却した1850年に、ヒルへの敬意を表して「ヒルズボロ」（Hillsborough）と命名された。1850年2月5日、オレゴン準州議会の選任委員によって郡庁所在地に制定された。街区となる土地の売却の後、200ドルがヒルに支払われるはずだったが、彼は売却の直後に死亡してしまい、寡婦のルシンダがその金を受け取った。その後、町名の綴りがヒルズボロ（Hillsboro）に簡略化された。1853年、ヒルズボロで最初の学校を開くため丸太小屋が建造され、1954年に開校された。早くも1867年には川船が交通機関として運航され、外輪船ヤムヒルがトゥアラティン川で稼動した。

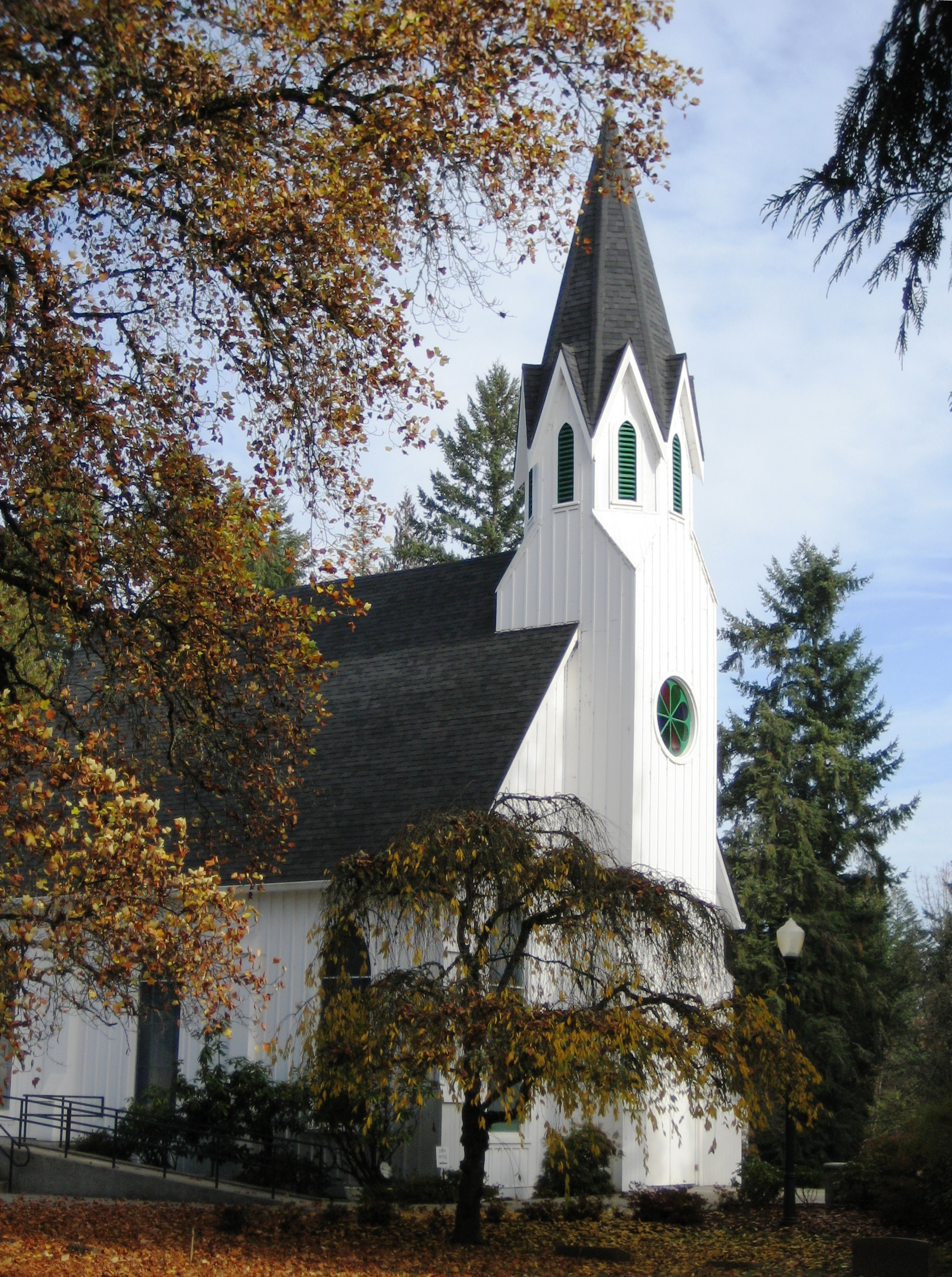
オールド・スコッチ・チャーチ

1871年、オレゴン＝カリフォルニア鉄道がこの地域まで延びたが、ヒルズボロが鉄道連絡の引き換えに鉄道会社に土地を譲らなかったため、鉄道はヒルズボロの町のすぐ南に敷かれた。ヒルズボロは1876年に法人化された。1876年12月8日に初代市長としてA・ルーリングが就任し、1年間の任期を務めた。後の著名なヒルズボロ市長に、下院議員のトーマス・H・タン（1882年、1886年）、上院議員のウィリアム・D・ヘア（1885年）がいる。1908年9月30日、オレゴン電気鉄道がヒルズボロとポートランドを都市間送電線で接続した。1923年、市は憲章を刷新し、市支配人型（council-manager form）の議会形態を採用、これにより、6人から構成される市議会と非常勤の市長が主要な行政を行い、日常的な都市経営を市支配人が執行するようになった。
1852年、郡議会を収めるために煉瓦造りの建築物が建造され、1873年には新たに煉瓦造りの郡庁舎が建造された。1891年、郡庁舎は改築され時計台が増築された。1912年には郡庁舎に別館が付設された。1928年、新たに後継となる郡庁舎が建築された。1928年に建築されたこの郡庁舎の最後の大きな改築は1972年に行われ、ジャスティス・サービス・ビルディングが竣工し、既設の建物に組み込まれた。
ヒルズボロの最初の消防署は、1880年に評議員会（現在の市議会）によって設立された梯子車の会社だった。市は1911年に初めて下水道を敷設したが、その後に下水処理場が初めて追加されたのは1936年になってからである。1913年、最初の水道システムが敷かれた。1914年12月、カーネギー市立図書館が同市で最初の図書館として開館した。1921年から1952年まで、世界に2番目に高いラジオ放送等がヒルズボロ市の南側に建っていたが、1952年に撤去された。
1972年、ヒルズボロ市議会は戸別勧誘を禁止する条例を可決したが、1988年、オレゴン州最高裁判所によって違憲であるという判決を受けた。同裁判所は、多くのオレゴン州法のテストケースとして認められたある事件において、ヒルズボロの戸別勧誘禁止条例をあまりにも広義的すぎると判断した。1980年、インテルの最初の工場の建築工事がヒルズボロで始まった。インテルのジョンズ・ファーム・キャンパスが空港の隣に完成し、それに続いてホーソン・ファーム・キャンパス、最後に1994年にロンラー・エーカー・キャンパスが完成した。1998年、トライメットはMAXライトレールをヒルズボロまで延長させた。2005年、新しい市役所が竣工した。

### アメリカ合衆国国家歴史登録財
ヒルズボロの内外でアメリカ合衆国国家歴史登録財に追加された歴史的資産の一つに、市の北部にあり1876年に完成したオールド・スコッチ・チャーチがある。オレンコの近くにあるインブリー・ファームには、住宅（1866年建築）とフランク・インブリー小屋があるが、両方とも地ビールメーカーのマクメナミンズによって工場直営パブとして使用されている。1935年に建築されたハロルド・ワズ・レイ邸はインテルのホーソン・ファーム・キャンパスの近くにある。ダウンタウンにある史跡に、ズーラ・リンクレイター邸（1923年竣工）、ライス＝ゲイツ邸（1890年）、エドワード・シューマリック邸（1915年頃）、チャールズ・ショーリー邸（1908年頃）がある。リチャード・ヘレン・ライス邸は市北部のサンセット・ハイウェイに隣接している。旧ワシントン郡拘置所は元々ワシントン・カウンティー・フェアグラウンズに建っていたが、2004年に修復されてワシントン郡博物館に移設された。2007年、マニング＝カムナ・ファームが国家歴史登録財された。マニング＝カムナ・ファームの起源は1883年と古く、10の建物が建っている。

## 地理

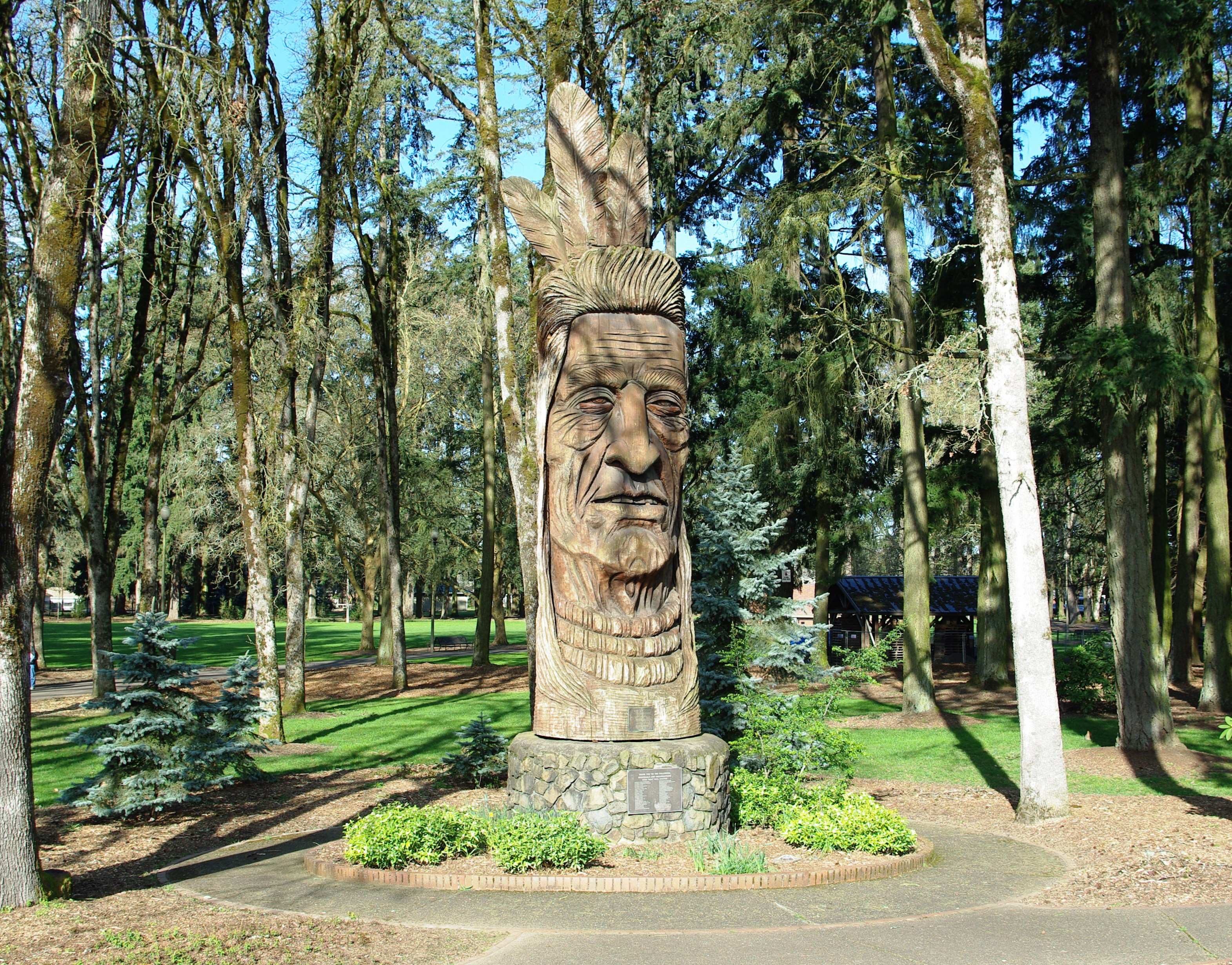
シュート公園にある彫像

ヒルズボロは北緯45度31分23秒西経122度59分18秒に位置する。アメリカ合衆国国勢調査局の報告によると、同市の面積は21.5平方マイル（55.9平方キロメートル）で、その全てが陸地である。2007年の時点におけるヒルズボロ自身の報告によれば、同市の面積は23.1平方マイル（59.829平方キロメートル）である。市はトゥアラティン渓谷の中に位置し、トゥアラティン川が市の南限を形作っている。市の標高は全体に渡り一様で、そのため昔から歴史的に農業が盛んである。ヒルズボロはポートランドの約17マイル（27キロメートル）西方、ビーバートンのすぐ西方に位置し、海抜は196フィート（60メートル）である。トゥアラティン川の他、デアリー・クリーク、マッケイ・クリーク、ロック・クリーク、ドーソン・クリーク、ターナー・クリークなどの小川が流れている。
市は8つの計画区域に分けられており、それぞれが複数の地区を含んでいる。ヒルズボロの北東にあるイースト計画区域には、タナスボーン地区とオレゴン健康科学大学のウェスト・キャンパスがある。イースト区域のすぐ西に位置するノースイースト計画区域には、オレンコ地区、オレンコステーション地区、空港、ウェストユニオン地区がある。さらに西にはノースウェスト区域があり、ジャクソンスクール地区、サンライズ地区、グレンコー地区が含まれる。ヒルズボロの西端はウェスト区域があり、デニス地区、ガリバルディ地区、コネル地区が含まれる。
市の中核に位置するセントラル計画区域には、ダウンタウン地区、ジャクソンボトム地区、ヘンリー地区、イーストウッド地区が含まれる。セントラル区域の南方には、サウス計画区域があり、ミンスターブリッジ地区、ルードブリッジ地区、リバーロード地区が含まれている。サウス区域の東方にあるサウスイースト計画区域には、リードビル地区、ウィッチヘーゼル地区がある。市の中央にあるブルックウッド計画区域には、セダー地区、ベントレー地区、ブログデン地区が含まれる。
ヒルズボロの名所に、郡政府が拠点を置いているワシントン郡庁舎がある。市の西端沿いには、1870年に設立され市の開拓者や政治家が埋葬されているヒルズボロ開拓者墓地がある。空港の隣には、ワシントン・カウンティー・フェア・コンプレックスがあり、年に一度の郡の祭りが開催される場所となっている。シュート公園にある木製の彫像 "Chief Kno-Tah" は、ピーター・ウルフ・トスの「トレイル・オブ・ザ・ウィスパリング・ジャイアンツ」の一環としてヒルズボロに1980年代に献呈された。

ヒルズボロと周辺地区の地図

隣接自治体
- アロア
- ビーバートン
- コーネリアス
- ノース・プレーンズ
- リードヴィル
- ショールズ
- ウェスト・ユニオン

## 気候
ヒルズボロの夏は通常温暖であるが、一年を通して気温は太平洋の影響で穏やかである。ヒルズボロはウィラメット渓谷の内部に位置するため、冬に雨季があり、特に11月から3月までの降水量が多い。ヒルズボロの降水日数は161日である。1930年から1998年までの年間平均降水量は38インチであった。8月が最も気温が高く、同月の平均最高気温は華氏80.2度（摂氏26.8度）である。最も気温が低いのは1月で、平均最高気温は華氏45.3度（摂氏7.4度）である。年間の平均最高気温は華氏62.4度（摂氏16.9度）である。一方、平均最低気温が最も低いのは1月で華氏32.5度（摂氏0.3度）である。7月の平均最低気温が最も高く、華氏51.8度（摂氏11.0度）である。年間の平均最低気温は華氏41.3度（摂氏5.2度）である。

## 経済

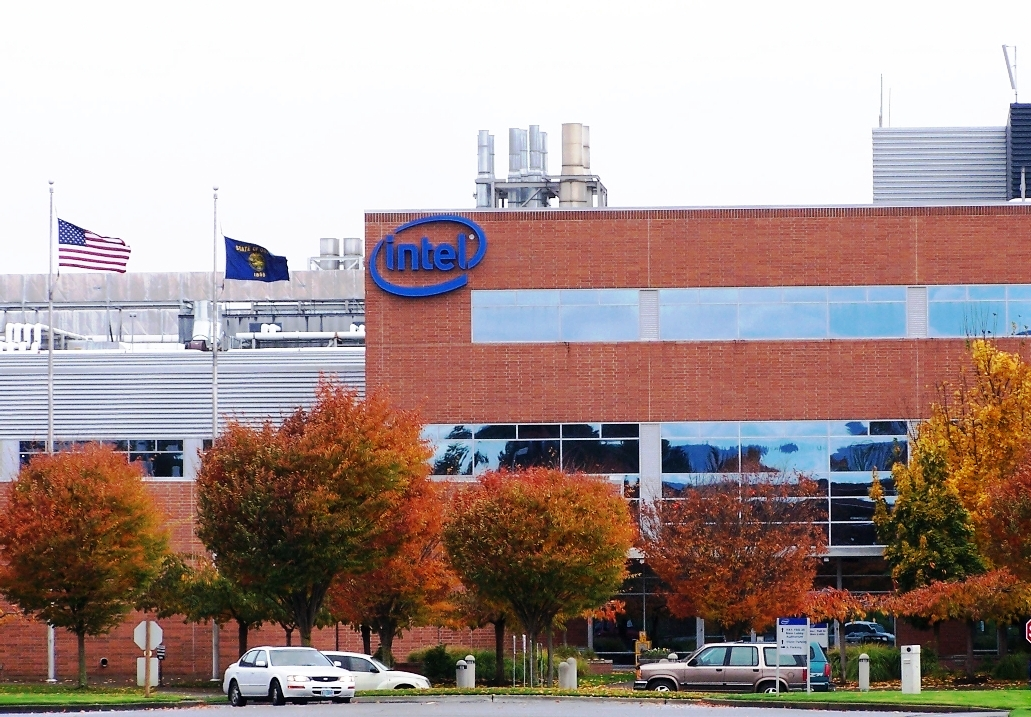
ロンラー・エーカーズ・インテル工場

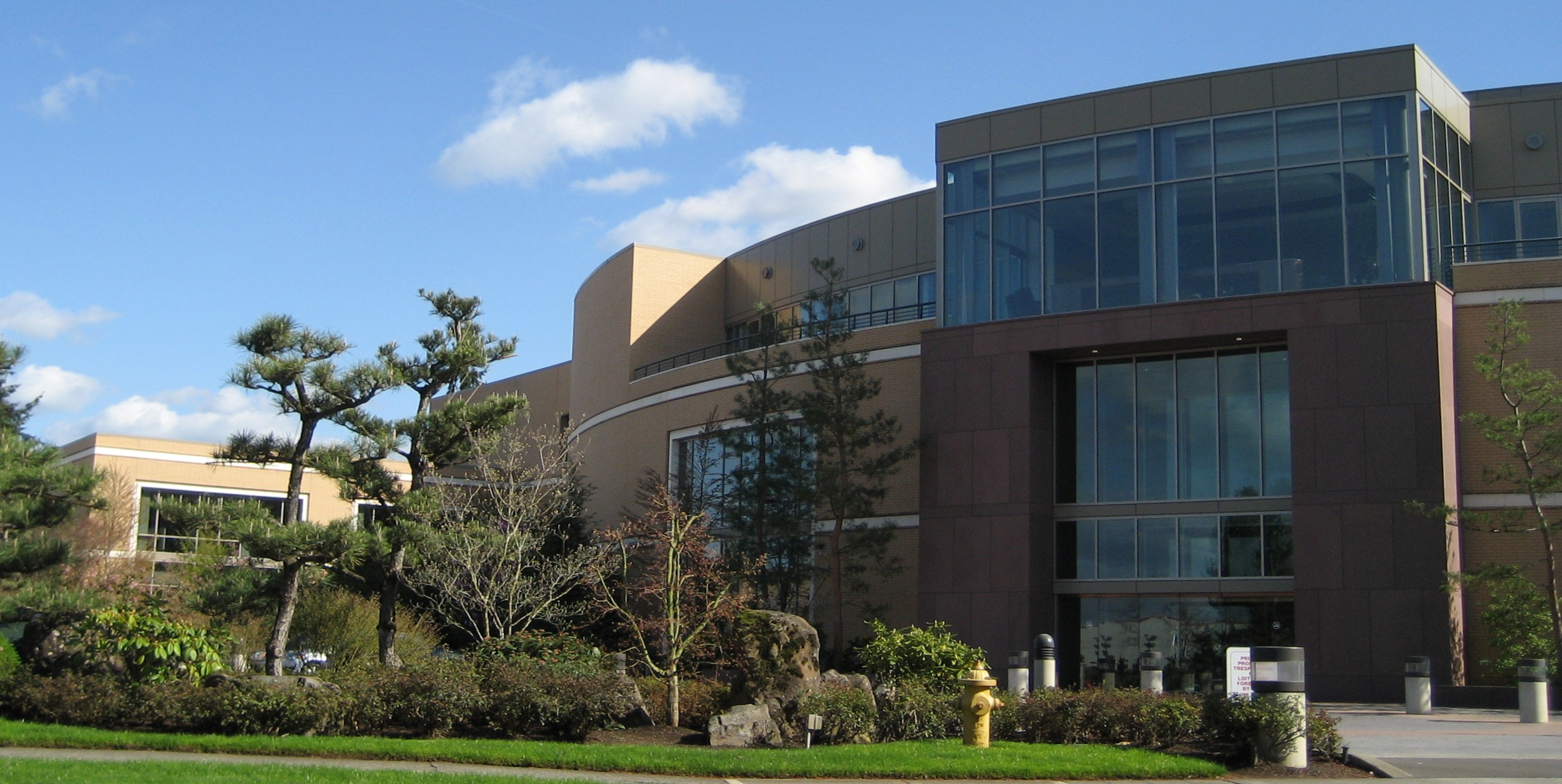
ラティスセミコンダクター本社

ヒルズボロで最大被雇用者数を誇る業種は製造業で、労働力の24%を占めている。その次に、医療、教育、社会事業がそれぞれ市の労働力の15%を占めている。小売業が12%、建設業が7%を占め、残りの13%を行政、科学、学術、廃棄物管理が占めている。労働者の68%が一人で職場に通勤しており、うち8%が公共の交通機関を利用している。片道における平均通勤時間は24分である。
数々の技術系企業がヒルズボロで稼動しており、オレゴン州のシリコン・フォレストの中核を成している。特に、インテルの最も大きな工場はヒルズボロにあり、ロンラー・エーカーズ、ジョンズ・ファーム、ホーソンファームの3つを中心に数々のキャンパスが点在し、合計で約16,000人の従業員が働いている。サン・マイクロシステムズ・ハイエンド・オペレーションズは、ヒルズボロに本社を置いている。他のハイテク企業でヒルズボロに施設を持つものの一つにYahoo!、FEI Company、クレデンス・システムズ、シノプシス、エプソン、TriQuint Semiconductorがある。また、ヒルズボロに本社を置いている会社に、コリリアン、ラティスセミコンダクター、ラディシス、プラナー・システムズがある。
2006年3月、ジェネンテックはヒルズボロの100エーカー（0.40 km2）の土地に包装・流通施設を建設する計画を発表した。また、ヒルズボロはC2C、Southern Cross Cable、VSNL Transpacificという、太平洋を横断してアメリカ合衆国と結ぶ3つの光ファイバー・ケーブル・システムのランディング・ポイントを担っている。富士通とNECはかつて工場をヒルズボロに構えていた。さらに、Rodgers Instruments、Soloflex、Pizza Schmizza、Parr Lumberの本社がある。
ヒルズボロのハットフィールド・ガバメント・センター駅は、ポートランド都市圏ライトレールシステムの1つであるMAXブルーラインの終点である。MAXの存在はオレンコ・ステーション地区の歩行者に優しい地域社会の開発を促進させた。オレンコ・ステーションは全米住宅建築業者協会によって1999年の"Best Planned Community"（最もよく計画された地域社会）に選ばれた。また、同地区は2006年にサンセット誌によって"Best new burb"（最良の新郊外）に選ばれた。
ヒルズボロの商業の中心地は、トゥアラティン・ヴァレー・ハイウェイとコーネル・ロード沿いに位置している。また、商業地であるタナスボーン地区は市の東端に位置している。同地区にはザ・ストリーツ・オブ・タナスボーンと呼ばれるライフスタイル・ショッピング・センターがある。5500万米ドルを費やした36万8000平方フィート（34,200 m2）のスペースを持つアウトドア型商業複合施設が、マイヤー・アンド・フランク（現：メイシーズ）を中心的テナントとして、2004年にオープンした。
ヒルズボロ市周辺の一帯には、6つのワイン醸造所がある。1970年設立のオーク・ノール・ワイナリーは、ワシントン郡では最古で最大のワイン醸造所である。市の北に位置するヘルヴェティア・ワイナリー・アンド・ヴィンヤーズは1980年代に設立された。市の南に位置するワイナリーに、ジプシー・ダンサー・エステート・ワイナリー、ラプター・リッジがある。これらヒルズボロ周辺の地域では、ピノ・ノワール、ピノ・グリ、シャルドネなどの種類のワインが生産されている。

### 医療
市内の病院業務は、ダウンタウンのトゥアリティ市民病院（Tuality Community Hospital）が行っている。1918年に開院したこの病院は167のベッドを持つ施設で、トゥアリティ・ヘルスケア（Tuality Healthcare）によって運営されている。その他の重要な医療施設として、カイザー・パーマネント（Kaiser Permanente）のサンセット・メディカル・オフィスと、プロビデンス・ヘルス・アンド・サービシズ（Providence Health & Services）の応急処置センター（immediate care center）が共にタナズボーン地区にある。2007年、カイザー・パーマネントは138のベッドを持つ病院をタナズボーン地区の同社の敷地内に建てる認可が下りた。

## 人口統計
ヒルズボロの人口は、1880年に402人、1900年に980人、1910年に2,016人であった。1910年の国勢調査によれば、ヒルズボロは郡内で最も人口が多い都市であった。1920年の国勢調査で、市の人口は2,468人に成長した。その後、1930年に3,039人、1940年に3,747人、1950年に5,142人、1960年に8,232となる。1970年、市の人口は15,365人に倍増したが、ビーバートンに最高人口を譲り、郡内2位の都市に転落した。市の人口は、1980年の国勢調査で27,664人、1990年の国勢調査で37,598人に成長した。
2000年の国勢調査では、市の人口は70,187人で、25,079世帯、17,078家族が暮らしていた。人口密度は3,253.8/mi2（1,256.3/km2）だった。1,261.5/sq mi（487.1/km²）の平均密度に27,211軒の住宅が建っている。2007年現在、17,126軒の住宅はその持ち主によって利用されており、平均の住宅価格は246,900米ドルであった。
市の人種構成は、白人77.50%、アジア6.53%、アフリカン・アメリカン1.22%、先住民0.82%、太平洋諸島系0.25%、その他の人種10.38%、および混血3.30%である。人口の18.90%はヒスパニックまたはラテン系だった。これは州全体の人種構成（白人93.45%、アフリカン・アメリカン2.17%、アジア3.75%、ヒスパニック7.63%）と大体同等の傾向である。
25,079世帯のうち、37.9%が18歳未満の子供と一緒に生活しており、54.7%は夫婦で生活している。9.0%は未婚の女性が世帯主であり、31.9%は結婚していない。23.4%は1人以上の独身の居住者が住んでおり、5.3%は65歳以上で独身である。1世帯の平均人数は2.76人であり、結婚している家庭の場合は、3.28人である。
この都市内の住民は28.3%が18歳未満の未成年、18歳以上24歳以下が11.4%、25歳以上44歳以下が37.0%、45歳以上64歳以下が17.0%、および65歳以上が6.3%にわたっている。中央値年齢は30歳である。女性100人ごとに対して男性は105.6人である。18歳以上の女性100人ごとに対して男性は105.8人である。
この都市の世帯ごとの平均的な収入は51,737米ドルであり、家族ごとの平均的な収入は57,379米ドルである。男性は41,046米ドルに対して女性は30,172米ドルの平均的な収入がある。この地域の一人当たりの収入 (per capita income) は21,680米ドルである。人口の9.2%および家族の6.0%は貧困線以下である。全人口のうち18歳未満の10.9%および65歳以上の7.2%の収入は貧困線以下の生活を送っている。2007年現在、25歳以上の人口の28%は学士号以上の学位を持っており、11%は準学士号を持っている。25歳以上の人口の15%は高校を卒業証書を持たず、22%は高校の卒業証書は持っているが大学の学位は持っていない。

### 犯罪
2006年に、ヒルズボロ市では192件の暴力事件と2,752件の窃盗事件が報告された。暴力犯罪の発生率は10万人中223.5で、国内平均473.5やオレゴン州平均287を下回っている。窃盗事件の発生率は10万人中3,203で、国内平均3,334.5やオレゴン州平均4,402.4を下回っている。暴力事件には強姦、強盗、謀殺、故殺、加重暴行が含まれる。窃盗事件には、放火、自動車盗難、窃盗、住居侵入窃盗が含まれる。

## 行政

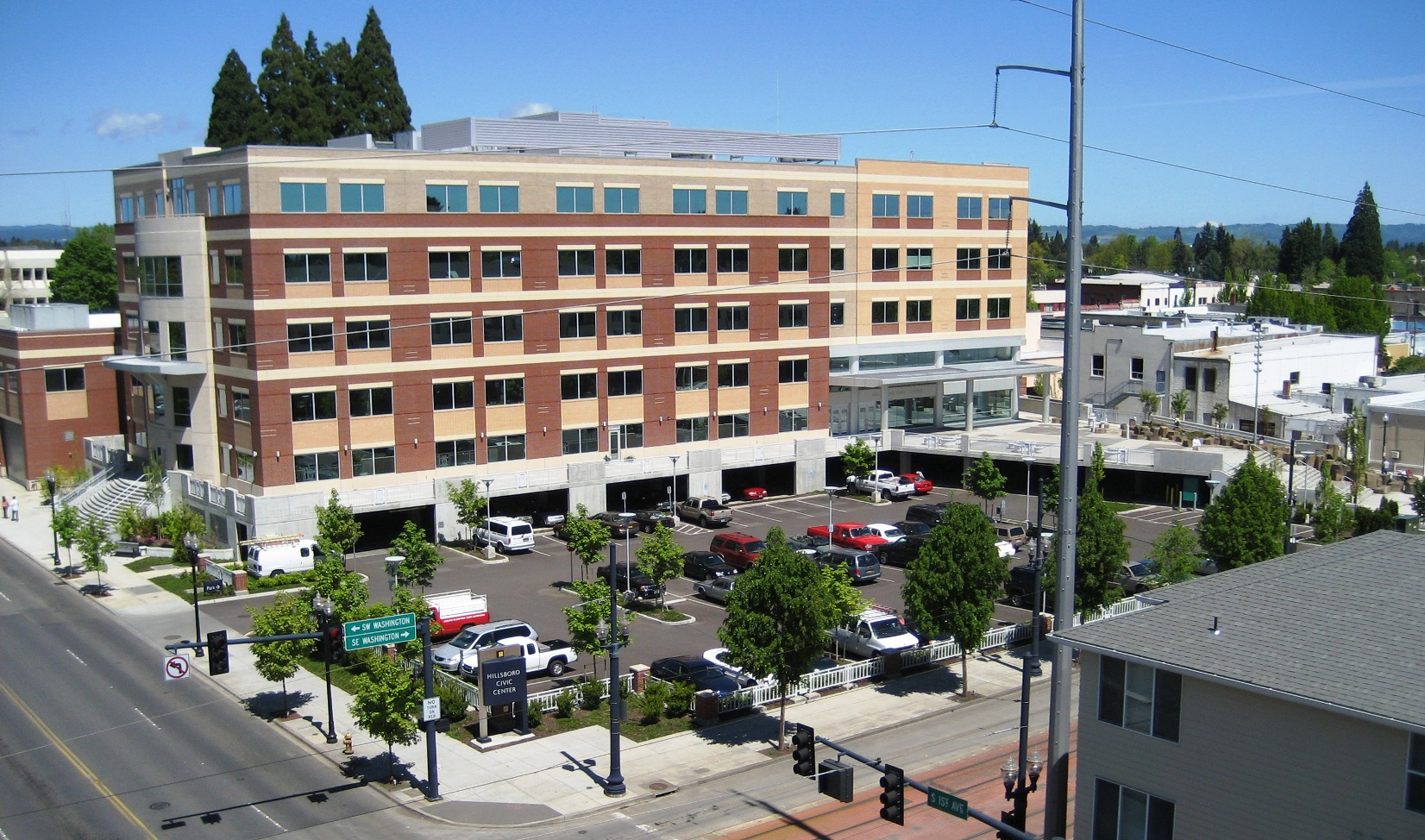
ヒルズボロ・シビック・センター

ヒルズボロ市議会は、市支配人制の議会形態を採用している。6人の市議会議員と市長は選挙により選ばれるが、いずれも任期は4年で、最長でも2期連続の就任制限が課せられている。市長と市議会は、日常的な市政の指揮を担当する市支配人を任命する。政策決定の責任は市議会と市長にあるが、行政は市支配人と市支配人により任命された職員によって行われる。政府機能はヒルズボロ・シビック・センターに集約されており、市支配人事務所が収められている他、月2回の市議会会議もこの建物で行われる。2009年1月現在、市長をジェリー・ウィリー、市議会議員をマイク・カスティロ、オルガ・アクーニャ、ネニス・アンドリューズ、ダグ・ジョンソン、アロン・カールソン、エド・デニスが務めている。市支配人はサラ・ジョー・チャプレンが務めている。
ヒルズボロ市は独自の図書館システム、消防局、公園局、水道網、警察を管轄している。ヒルズボロ消防署は4つの消防署を管轄している。ヒルズボロ警察は2つの普通分署、移動分署を管轄している。水処理は、郡のクリーン・ウォーター・サービシズを通じて供給されている。
- 連邦：ヒルズボロはオレゴン州の下院第1選挙区に属する。現在の代表はデイヴィッド・ウー。
- 州：オレゴン州上院では、ヒルズボロは第15区（ブルース・スター）に属し、南には第13区（ラリー・ジョージ）が隣接する。オレゴン州下院では、第29区（チャック・リレー）と第30区（デヴィッド・エドワーズ）に属する[61]。
- 郡：群政委員会の第1区（ディック・ショウテン）、第2区（ダサリ・ストラダー）、第4区（アンディ・ダイク）がある[62]。
- 地域：メトロ地域政府の第4区（キャスリン・ハリントン）に属する[63]。

## 教育
ヒルズボロの公立学校はヒルズボロ公立学区により運営され、23校の小学校、4校の中学校、4校の高等学校が所属している。また、オルターナティブ・スクールが1校と、ヘア・フィールドと呼ばれる競技場がある。ヒルズボロ公立学区が対象とする自治体に、ヒルズボロ、ショールズ、リードヴィル、ノース・プレーンズ、ウェスト・ユニオンなどが含まれる。2006年現在の全生徒数は19,938人で、州内では4番目に大きな学区である。公立高等学校は以下の4校がある。
| 校名                 | 現キャンパス | 在籍者数 (2006-07) | 愛称               |
| -------------------- | ------------ | ------------------ | ------------------ |
| ヒルズボロ高等学校   | 1969         | 1,465              | スパルタンズ       |
| グレンコー高等学校   | 1980         | 1,412              | クリムゾン・タイド |
| センチュリー高等学校 | 1997         | 1,443              | ジャガーズ         |
| リバティー高等学校   | 2003         | 1,250              | ファルコンズ       |

高等教育に関しては、オレゴン健康科学大学（OHSU）のウェスト・キャンパスと、オレゴン工科大学（OIT）のポートランド・ウェスト衛星キャンパスがある。OHSUのこのキャンパスは、元々はオレゴン大学院大学（現：OGI科学技術学部）とOHSUのオレゴン国立霊長類研究センターが置かれていた敷地であった。OHSUキャンパスとOITキャンパスは、タナスボーン地区にある。パシフィック大学は、ヘルス・プロフェッションズ・キャンパスを、ダウンタウンのトゥアリティ市民病院の隣に構えている。その他の教育機関に、労働力研修センター（キャピタル・センター）と、フェニックス大学の支部があり、共にタナスボーンにある。
また、ヒルズボロには様々な私立の小学校や中等学校がある。主なものとして、フェイス・バイブル高等学校、セント・マシューズ教区立学校、トゥアラティン・ヴァレー・ジュニア・アカデミー、スワローテイル・スクール、ヘリテージ・クリスチャン・スクールがある。

## 交通

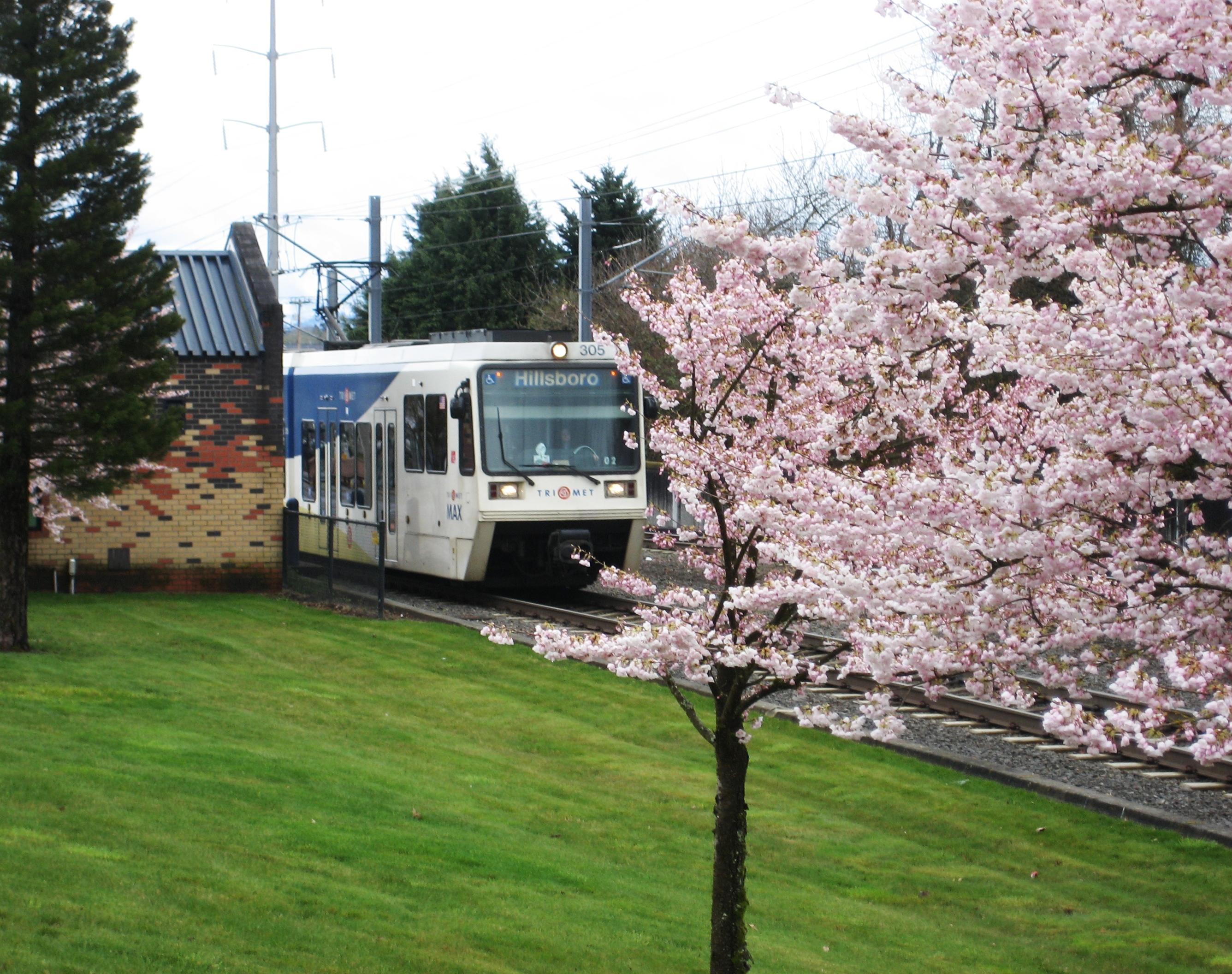
MAXブルーライン
ウィロー・クリークTC駅付近

ポートランド・アンド・ウェスタン鉄道は、BNSF鉄道やユニオン・パシフィック鉄道と相互接続している鉄道であるが、貨物列車を運行しておりヒルズボロに延びている。他方、同市にはライトレールを除いて旅客鉄道は存在しない。
公共交通機関として、地域輸送機関 トライメットが運行するMAXライトレールや路線バスがある。MAXのブルーラインは、1998年9月12日にヒルズボロまで延伸した。西の終点はダウンタウンにある。ウィロー・クリーク・トランジットセンター駅とヒルズボロ・トランジットセンター駅は周辺の公共交通システムのメインハブとなっている他、残りの7つのMAX駅もバスとの接続地点としての機能を担っている。
MAXの駅（西から東へ）
- ハットフィールド・ガバメント・センター駅
- ヒルズボロ・セントラルTC駅
- トゥアリティ・ホスピタル駅
- ワシントン・ストリート駅
- フェア・コンプレックス／ヒルズボロ・エアポート駅
- ホーソン・ファーム駅
- オレンコ駅
- クワタマ駅
- ウイロー・クリークTC駅

航空交通は、市の中央にあるヒルズボロ空港および市の南側にあるスタークス・ツイン・オークス小空港（共にゼネラル・アビエーション用飛行場）で利用可能である。ヒルズボロ空港はポート・オブ・ポートランドが運営するゼネラル・アビエーション用空港で、ポートランド国際空港に次いで州内第2位の忙しい空港となっている。この2本の滑走路を持つヒルズボロ空港は、主に自家用機や社用機に用いられ、民間航空会社による定期航空便には用いられていない。
幹線道路：東西に走る主要道路に オレゴン州道8号線があり、現地ではトゥアラティン・ヴァレー・ハイウェイ（TVハイウェイ）の名で知られる。市の北東は国道26号線が横切っており、サンセット・ハイウェイとして知られる。その他の東西に走る主要道路に、コーネル・ロード、メインストリート／ベースライン・ロードがある。南北に走る道路には、オレゴン州道219号線／1番通り、10番通り／コーネル・ロード、コーネリアス・パス・ロード、ブルックウッドがある。185番アベニューは、市内では最も東側にある南北幹線道路であり、ビーバートンとの市境を形成しているが、一部でタナスボーン・タウン・センターに食い込んでいる。TVハイウェイは西側でコーネリアスとフォレストグローヴ、東側でビーバートンまで続いている。

## 文化
市内には2つの映画館が存在し、合計で29のスクリーンがある。また、オレゴン・コラール（50人の交響合唱団）、男声のバーバーショップ・コーラス、ヒルズボロ交響楽団、ヒルズボロ・アクターズ・レパートリー・シアターも市内にある。ヒルズボロ交響楽団はシュテファン・ミンデの指揮の下、2001年に設立された。
ヒルズボロは図書館を2館運営している。2007年に開館した38,000平方フィート（3,500 m2）の面積を持つ本館は、市の中央北部に位置している。もう一つの古く小さな図書館は、市の南西にあるシュート・パーク内にある。ヒルズボロの図書館はワシントン郡協同図書館サービス（Washington County Cooperative Library Services）の一員であるため、図書館相互貸借制度の下、市民は郡内の他の図書館を利用することができる。
AMラジオ放送局KUIKと、週2回発行の新聞ヒルズボロ・アーガスは、ヒルズボロを拠点においている。アーガス紙は毎週火曜日と木曜日に発行されており、1873年から刊行されている。KUIKは1360の周波数で放送されている5,000ワットの放送局である。その他、オレゴニアンやウィラメット・ウィークなど、ポートランド都市圏のメディアも利用されている。

### レクリエーション

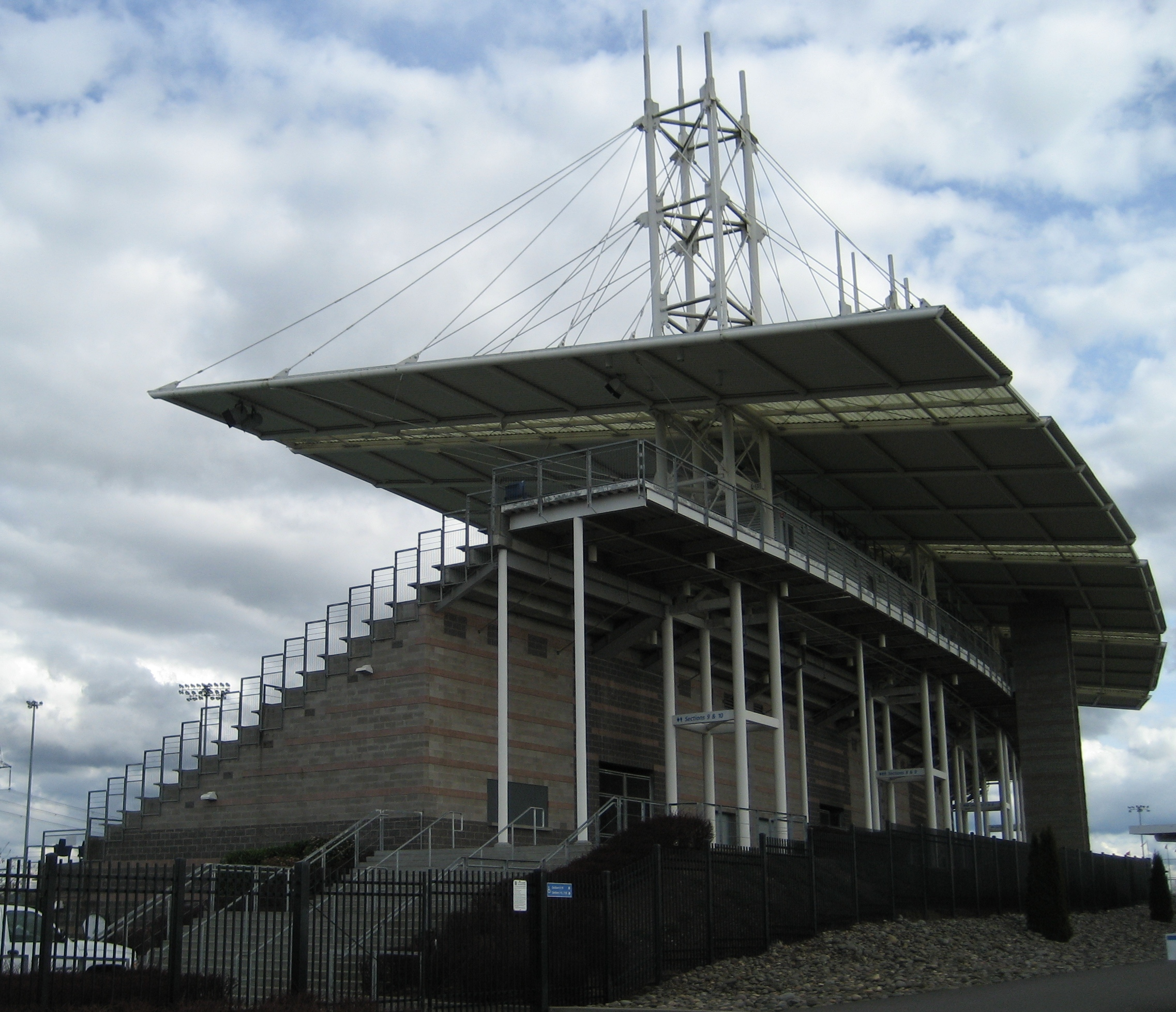
ヒルズボロ・スタジアム

ヒルズボロの公園レクリエーション局は、ヒルズボロ・スタジアムなど20以上の施設を運営している。21の公園、2つのスポーツ複合施設、ウォルターズ・カルチュラル・アーツ・センター、シュート公園、3つの多目的施設がある。市はまた、トゥアラティン川沿いにジャクソン・ボトム湿地保存地区を保有している。市の南方には、日中だけ開かれているボールド・ピーク州立景観展望所があり、ヒルズボロから最も近い州立公園になっている。ヒルズボロから最も近いフルサービスの州立公園は、L.L. "Stub" Stewart 記念州立公園である。
ローカル・ゴルフコースとして、ザ・リザーブ・ヴィンヤーズ・アンド・ゴルフクラブ（36ホール、1997年完成）、メリウェザー国立ゴルフコース（27ホール、1961年完成）、マッケイ・クリーク・ゴルフコース（9ホール、1995年完成）がある。同地域の他のコースに、キラーニー・ウェスト・ゴルフクラブ（9ホール）、ロック・クリーク・カントリークラブ（18ホール）、フォレスト・ヒルズ・カントリークラブ（18ホール）、パンプキン・リッジ・ゴルフクラブ（36ホール）がある。
ヒルズボロで年に一度7月4日に開かれるパレードは、オレゴン州で2番目に大きな独立記念日パレードである。オレゴン国際航空ショーは、オレゴン州最大の航空ショーで、ヒルズボロ空港で夏季に開かれる。毎年夏に、市は「ショータイム・アット・シュート」と題した無料コンサートをシュート公園で開いており、またワシントン郡フェアが年に一度、空港の隣にある郡催事場で開かれている。2つのファーマーズ・マーケットがあり、片方は土曜日にダウンタウンで、もう片方はオレンコ・ステーションで、共に5月から10月にかけて催されている。また、夏季にはダウンタウンで週に一度のマーケットが開かれ、工芸品、食料、美術品などが売られている。

## 著名な居住者
- エリック・エインジ：フットボール選手
- ウォーリー・バックマン：野球選手
- スコット・ブロシアス：野球選手

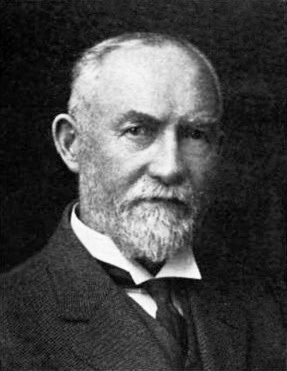
ジェームズ・ウィジーコム
第15代オレゴン州知事

- ペギー・ファウラー：ポートランド・ゼネラル・エレクトリック最高経営責任者
- ウィリアム・ヘア：前オレゴン州議会議員、前知事
- フィル・ナイト：ナイキ設立者[80]
- ティファニー・ミルブレット：サッカー選手
- トミー・オーバーストリート：カントリー・ミュージック歌手[81]
- ロディ・パイパー：プロレスラー[82]
- アド・ルッチュマン：フットボールコーチ
- ウェス・シューメリック：野球選手
- ウィリアム・スワンバーグ：「レゴ強盗」
- サミュエル・サーストン：オレゴン州最初のアメリカ議会代表
- トーマス・タン：前オレゴン州最高裁判所裁判官
- トーマス・H・タン：元連邦議会議員
- ジェームズ・ウィジーコム：前オレゴン州知事
- マリー・ラムゼー・ウッド：「マザー・クリーン・オブ・オレゴン」

## 姉妹都市
日本の静岡県袋井市と姉妹都市提携を結んでいる。袋井市は約85,000人の人口を持つ市で、日本の中央部に位置している。二市は、1988年に姉妹都市提携を結んだ。